# Brouwerij Dendria
De Brouwerij Dendria is een voormalige brouwerij in het Belgische dorp Onkerzele en was actief van 1940 tot 1963. Deze werd gestart door de familie Vanderhaegen die uit Brouwerij Concordia was gestapt. 

## Geschiedenis
Brouwerij Dendria werd overgenomen door Brouwerij De Gheest uit Aalst. Pierre Celis uit Hoegaarden kocht de koperen ketels en brouwde er in  Austin (Texas) de Celis White. Op papier bleef de brouwerij bestaan maar was een deel van De Gheest te Aalst. De gebouwen te Onkerzele werden niet gebruikt. Op een aantal bieren kan men dus de benaming Dendria Aalst aantreffen. Later werd ook Brouwerij Concordia overgenomen. 
Momenteel worden de voormalige gebouwen gebruikt in een reconversieproject.

## Bieren
- Export Cat I
- Helles
- Pilsen Bruin
- Safdort